# Dufourea tarsata
Dufourea tarsata là một loài Hymenoptera trong họ Halictidae. Loài này được Bohart mô tả khoa học năm 1947.